# Al Carlson
Alvin Harold Carlson, detto Al (Oceanside, 17 settembre 1951), è un ex cestista statunitense, professionista nella NBA e in Spagna.